# Первый Доктор
Пе́рвый До́ктор (англ. First Doctor) — первое воплощение персонажа Доктора из британского научно-фантастического телесериала «Доктор Кто», сыгранное Уильямом Хартнеллом.
Будучи таинственным персонажем, Доктор перевоплотился из эгоистичного антигероя в благородного человека, защищающего правду и невинных. Характер доктора надменный, но снисходительный. Доктор легко устает во время ходьбы, но всегда весел во время конфликтов. На вид мудр, но склонен к ошибкам, вызванным высокомерием и поспешными суждениями. У него характер молодого человека в теле старика. Как бы намекая на свой изначальный образ, Десятый Доктор объяснил свой необычный характер в разговоре со своей пятой инкарнацией:
«В самом начале я всегда старался быть старым, сварливым и важным — как ты ведёшь себя, когда ты молод».
Доктор — представитель внеземной расы Повелителей времени с планеты Галлифрей, он при помощи пространственно-временного устройства ТАРДИС путешествует через время и пространство. Часто в сериях можно заметить его спутников. Когда Доктор получает значительные увечья, его тело может «регенерировать», однако при каждом новом воплощении, его внешность и характер меняются, при этом воспоминания остаются.

## Биография

### Ранняя жизнь
Доктор родился и прожил свои ранние годы на Галлифрее, родной планете повелителей времени. В первые восемь лет он дружил с Мастером. Седьмой Доктор рассказывал, что в детстве над ними обоими безжалостно издевались хулиганы. Молодому Доктору пришлось убить хулигана, чтобы спасти жизнь своему другу. Позже его навестила Смерть, настойчиво попросив его стать её учеником. Доктор отказался и взамен посоветовал Смерти взять Мастера в ученики, и она согласилась. Доктор позже говорил, что из-за этого он всегда чувствовал ответственность за злодейства, устраиваемые повзрослевшим Мастером. 
В Академии Мастер входил в группу из шести молодых повелителей под названием «Дека» (the Deca). Доктор и его будущие соперники (Рани и Военачальник) также входили в организацию.

### Жизнь на Земле
Пять лет Сьюзан и Доктор жили в Лондоне 1963 года, чтобы Сьюзан закончила своё образование, а Доктор мог починить сломанные детали ТАРДИС; и, как позднее выяснилось, он искал подходящее место, чтобы спрятать Руку Омеги.
К этому времени его уже обнаружили Далеки. Седьмое воплощение Доктора также появилось в этом времени, будучи на миссии, данной ему Белым Стражем, чтобы украсть инструкцию по использованию ТАРДИС.
Учителя Барбара Райт и Ян Честертон из школы, где училась Сьюзан, проследили за ней до свалки, где Доктор оставил ТАРДИС. Не зная, что делать, Доктор вынужден был взять учителей с собой. ТАРДИС дематериализовалась и приземлилась в 100 000 год до н. э.

## Другие путешествия
Доктор не мог полностью пилотировать ТАРДИС. Вследствие этого Доктор, Сьюзан, Ян и Барбара путешествуют по Вселенной, пытаясь найти путь на Землю 1963 года. 
В Лондоне, во время вторжения далеков в 22 веке, Сьюзан встретила Дэвида Кэмпбелла, молодого бойца сопротивления против далеков, и осталась с ним.
Позднее Доктор помогал людям бороться с такими инопланетными угрозами, как далеки, зарби («Планета-сеть») и киберлюди («Десятая планета»).

### Встретившиеся виды
- Пещерные люди: серия «Неземное дитя»;
- Талы: серия «Далеки» (гуманоиды, блондины; планета Скаро);
- Далеки: серии «Далеки», «Вторжение Далеков на Землю», «Погоня», «Генеральный план Далеков» (планета Скаро);
- Вурды: серия «Ключи Маринуса»;
- Сенсориты: серия «Сенсориты» (планета Сенсо-сфера);
- Дайдонианцы: серия «Спасение» (планета Дайдо);
- Зарби: серия «Планета-сеть»;
- Меноптры: серия «Планета-сеть»;
- Повелители времени (Вмешивающийся Монах): серии «Вмешивающийся во Время», «Генеральный план Далеков» (планета Галлифрей);
- Дравины: серия «Галактика Четыре» (гуманоиды);
- Риллы: серия «Галактика Четыре»;
- Растение Варга: серия «Миссия в Неизвестное»;
- Моноиды: серия «Ковчег» (гуманоиды, имеют один глаз);
- Рефузианцы: серия «Ковчег» (гуманоиды, планета Рефузис);
- Киберлюди: серия «Десятая планета» (планета Мондас).

## Регенерация
Он сильно ослабел от старости после первой встречи с киберлюдьми, говоря, что это старое тело стало немного неудобным. К счастью, Доктор сумел вернуться в ТАРДИС и начать регенерировать в первый раз, что привело к появлению нового, более молодого Доктора. (Десятая планета)

## Личность
Во время этого этапа жизни Доктор был выдающимся, но вспыльчивым учёным. Он отказался преклониться перед Хубилай Ханом, ссылаясь на ревматические колени («Марко Поло»). Он становился очень резким, раздражительным и придирчивым, когда кто-то сомневался в возможностях ТАРДИС. Он без тени сомнения ударил викинга, когда его собственная жизнь была в опасности («Неземное дитя», «Вмешивающийся во время»). Тем не менее, позже Доктор демонстрировал великую мудрость и доброе сердце. Возможно, из-за возраста он был слабее своих будущих воплощений. Он также был в какой-то степени рассеянным, но, вероятно, он вёл себя так, чтобы одурачить своих врагов. В случае необходимости он прибегал к рукопашному бою с эффективностью, сомнительной для его возраста («Римляне», «Погоня»). Он утверждал, что один знаменитый борец научил его паре приёмов («Римляне»).

### Привычки и странности
Доктор всегда добавлял к своей речи «Хмммм…?», раздражённые вздохи и хмыканья, и иногда — искажённые слова и фразы. К девушкам обращался «дитя» или «юная леди», а к мужчинам моложе него — «мой мальчик». Ему было сложно (или притворялся, что ему сложно) запомнить фамилию Йена. Во время пилотирования ТАРДИС Доктор сверялся с небольшим руководством.

## Разные факты
- Во время путешествий с Йеном и Барбарой Доктор курит трубку («Неземное дитя»). Это единственный раз, когда мы видим его курящим;
- Когда Доктора, Вики, Барбару и Йена преследовали далеки, он утверждал, что построил ТАРДИС («Погоня»). Однако это противоречит более поздним высказываниям своего будущего воплощения, что ТАРДИС была выращена, а не построена («Восстание киберлюдей», «Невозможная планета»), а по словам десятого воплощения Доктора — украдена;
- Компьютер WOTAN (Will Operating Thought ANalogue) называл Доктора «Доктор Кто» («Военные машины»);
- В отличие от своих будущих воплощений Первый Доктор имел только одно сердце;
- Через пару месяцев после регенерации Второй Доктор сказал, что ему 450 лет. По словам Романы Четвёртому Доктору 759 лет. К его седьмой регенерации ему, по его словам, 953 года. («Время и Рани»). Военный Доктор в серии «День Доктора» утверждает, что ему около 800 лет. Его Девятое, Десятое и Одиннадцатое воплощения утверждали, что им около 900, 903 и 906 лет соответственно («Пришельцы в Лондоне», «Путешествие Проклятых», «Одиннадцатый час» и др.). В начале шестого сезона (2011 год) появляется Доктор из будущего, который утверждает что ему 1103 года; в серии «Свадьба Ривер Сонг» ему действительно 1103 года, хотя и эта дата остаётся под сомнением в связи с путаницей в возрасте у более ранних воплощений. Тем не менее в сериях «Город под названием Милосердие» и «День Доктора» Одиннадцатый говорит, что ему «1200 с чем-то лет». По событиям серии «Время Доктора» Доктор провёл на защите Трензалора около 800—900 лет, то есть тогда ему было около 2000 лет. Двенадцатый Доктор утверждает, что прожил более двух тысяч лет в серии «Глубокий вдох»;
- В самом начале сериала регенерации не должно было быть, но из-за состояния здоровья актёра сценаристы решили добавить её, чтобы продолжить сериал.

### Ключевые события в жизни
- Сбежал с Галлифрея со своей внучкой Сьюзан и ТАРДИС («Имя Доктора»);
- Прибывает на Землю в 1963 год и селится в Лондоне, пряча ТАРДИС на свалке («Неземное дитя»). В это же время Доктор скрывает Руку Омеги («Воспоминание далеков»);
- Похищает двоих учителей: Барбару Райт и Йена Честертона и улетает с ними с Земли («Неземное дитя»);
- Впервые встречает далеков («Мёртвая планета»);
- Начинает принимать идею путешествий вместе с компаньоном-человеком («Грань уничтожения»);
- Оставляет Сьюзан жить в XXII веке после предотвращения вторжения далеков на Землю[1];
- Встречает нового компаньона: Вики («Спасение»);
- Возвращает Йена и Барбару на Землю в 1965 год после долгого примирения с ними; встречает нового компаньона: Стивена Тэйлора («Погоня»);
- Из-за вмешательства повелителей времени встречает свои будущие воплощения как минимум трижды («Три Доктора», «Пять Докторов», «Падение Доктора»);
- Впервые встречает так называемого Монаха, который тоже является повелителем времени («Вмешивающийся во время»);
- Вики покидает Доктора, чтобы занять своё место в истории; Катарина, веря, что Доктор — бог, присоединяется к нему в его путешествиях («Создатели мифов»);
- Во время одного из своих путешествий переживает смерть двух своих компаньонов: Катарины и Сары Кингдом («Генеральный план далеков»);
- Отношения со Стивеном Тэйлором портятся, и Стивен покидает ТАРДИС в гневе, но скоро возвращается. Додо Чаплет случайно присоединяется к экипажу ТАРДИС. («Резня»);
- Стивен Тэйлор покидает ТАРДИС, теперь чтобы помочь заново построить цивилизацию («Дикари»);
- Додо приходится остаться на земле из-за раны; Доктор получает новых компаньонов — Полли и Бена Джексона («Военные машины»);
- Впервые встречает киберлюдей; встреча с ними сильно изматывает уже и так слабого Доктора («Десятая планета»);
- Падает в изнеможении в ТАРДИС и впервые регенерирует («Десятая планета»).

## Другие появления
- «Три Доктора» (1972 год)
- «Пять Докторов» (1983 год) — роль исполнил Ричард Харндолл
- «Измерения во времени» (1993 год) (аниматронное изображение)
- «Имя Доктора» — отредактированные сцены взяты из эпизода «Ацтеки»
- «День Доктора» (2013)
- «Падение Доктора» и «Дважды во времени» (2017) — роль исполнил Дэвид Брэдли